# Водный салют

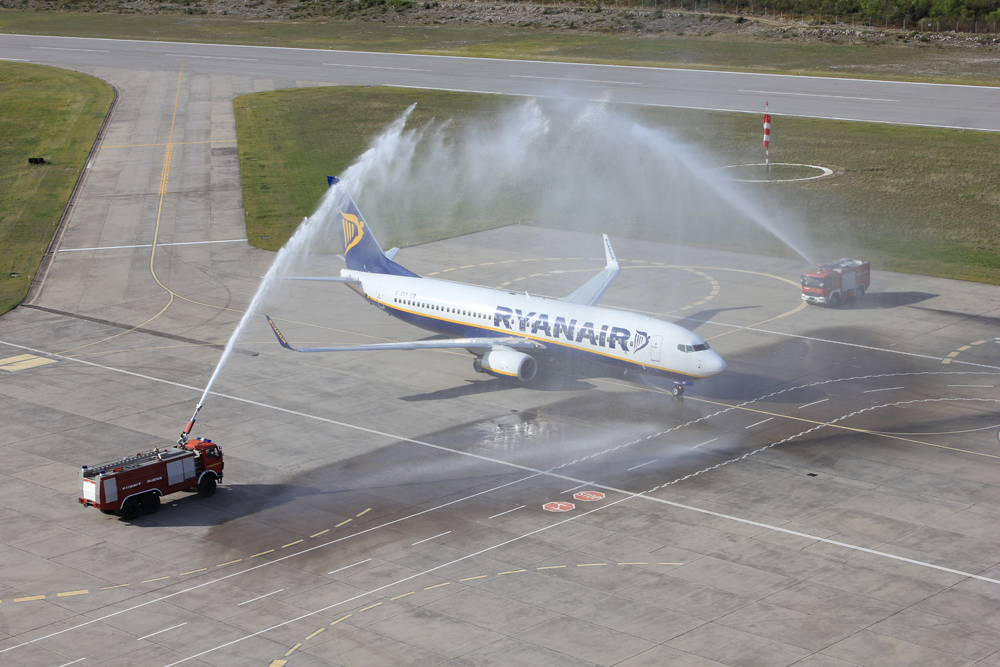
Водный салют отмечающий первый рейс Ryanair в аэропорт Риека в 2011 году

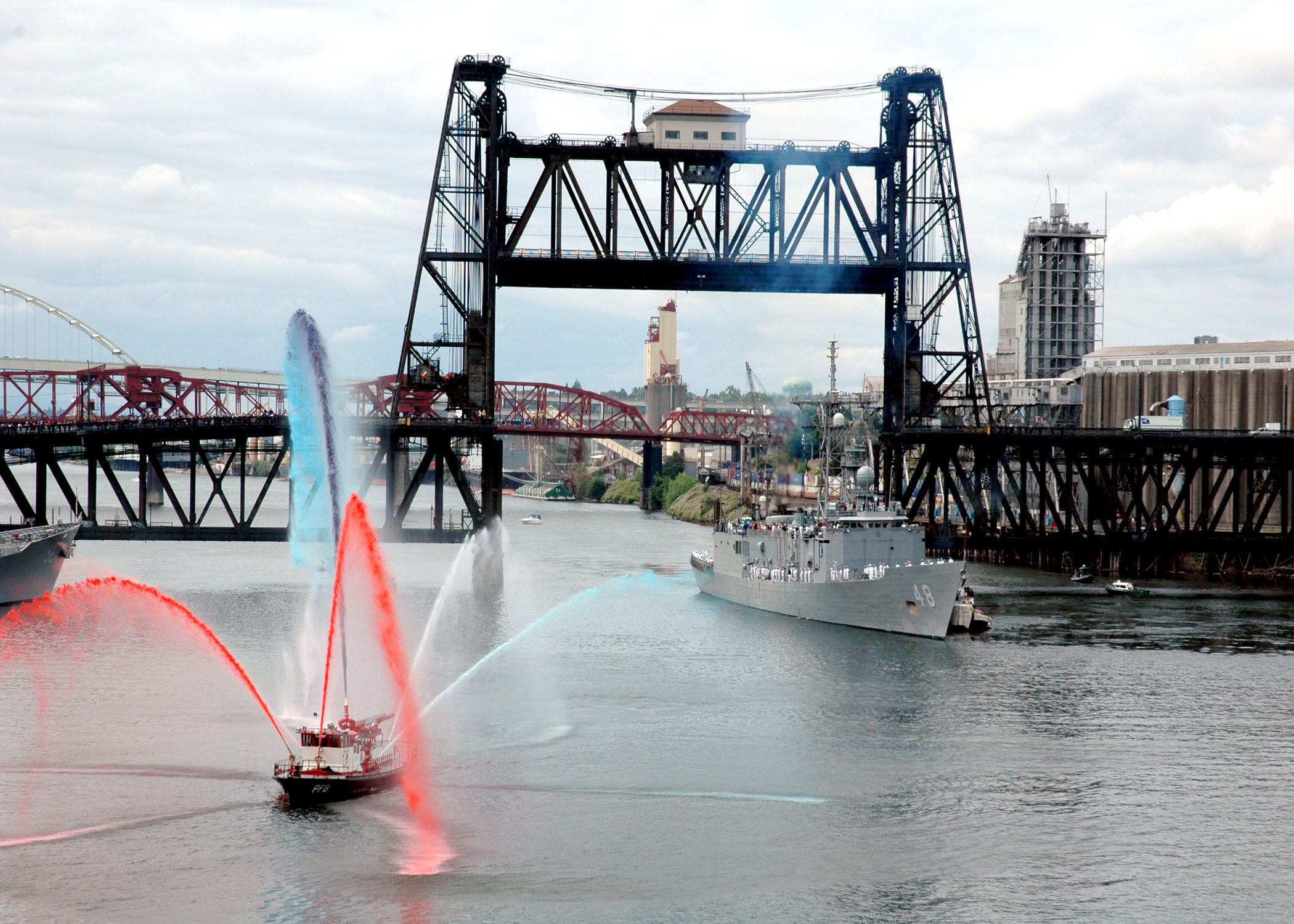
Пожарный катер даёт водный салют в честь USS Vandegrift у Стального моста в Портленде, штат Орегон

Водный салют — это торжественная церемония, отмечающая какое либо важное событие в авиации или флоте.
Водный салют в авиации осуществляется, когда самолёт движется под струями воды выбрасываемой одной или несколькими пожарными машинами,
В аэропорту, как правило, чётное количество транспортных средств выстраивается перпендикулярно по бокам рулёжной дорожки или перрона, а струи воды образуют ряд арок. Символично, что церемония выглядит как свадебная процессия, идущая под свадебной аркой или сабельной аркой (на свадьбе военных).
Обычно водными салютами принято отмечать первый или последний рейс авиакомпании в конкретный аэропорт, первый или последний рейс воздушного судна конкретного типа, выхода на пенсию старшего пилота авиакомпании или старшего авиадиспетчера и другие особые события.
Когда самолёт Конкорд совершил свой последний рейс из международного аэропорта Джона Ф. Кеннеди, для водного салюта использовались разноцветные струи голубого, белого и красного цветов.
Водный салют был дан в честь президента США Дональда Трампа во время его первого вылета из аэропорта Ла Гуардия после победы на президентских выборах в 2016 году.
На флоте водный салют чаще всего даётся пожарными катерами. Им принято отмечать первый или последний визит капитана корабля или его отставку, первый или последний круиз корабля, посещения военного корабля или другие церемониальные случаи.